# ورزشگاه مایک مایرز

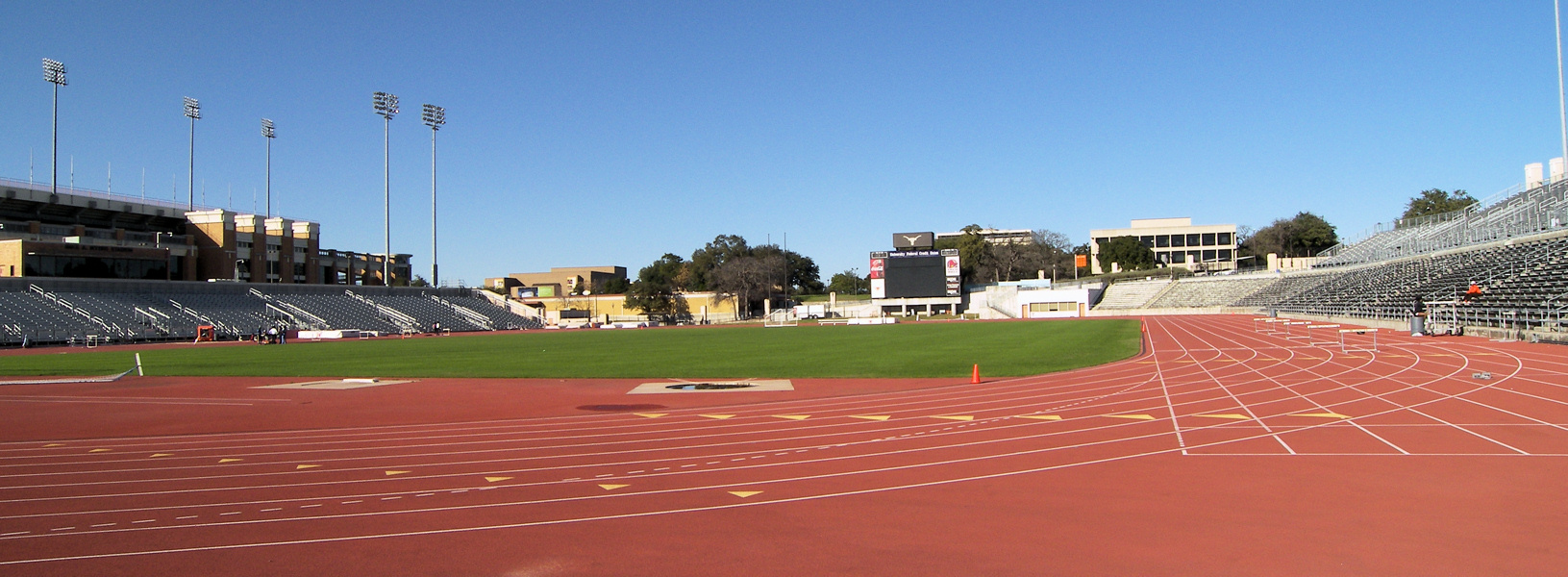

ورزشگاه مایک آ. مایرز (به انگلیسی: Mike A. Myers Stadium) با ظرفیت ۲۰٬۰۰۰ نفر در شهر آستین ایالت تکزاس واقع شده‌استو دارای زمین چمن می‌باشد.
این ورزشگاه متعلق به دانشگاه تگزاس در آستین است.